# 章乃器
章乃器（1897年3月4日—1977年5月13日），原名章埏，字子伟、金锋，男，浙江青田人，中华民国及中华人民共和国政治人物，救国会“七君子”之一，中国民主建国会、中华全国工商业联合会创办人之一，中华人民共和国财经制度的主要创建者之一。在反右运动中被打成“大右派”，后获平反。

## 生平

### 银行事业
章乃器生于浙江省青田县小源村的一家书香门第，原名章埏，后因读《老子》中有“埏埴以为器”一句，改名章乃器。辛亥革命前後，十五岁的章乃器从浙江丽水到江苏南京投身革命军。
1918年，章乃器自「浙江省立甲种商业学校」（今浙江工商大学）毕业，进入上海的浙江实业银行当练习生。1919年春，辞职進北京通州京兆银行任职营业部主任。
1921年7月，章乃器进入中美实业公司当会计主任，待遇优厚，但因上級经理跋扈，於是章乃器只干3个月便辞职重回上海的浙江实业银行工作。1927年，章乃器独力创办《新评论》杂志，支持正在北伐的中国国民党。
1932年6月，章乃器代表浙江实业银行，联合上海各个华商银行成立了中国征信所，作为银行界信用调查的公用机构。此所是為中国首家由本国人创办的征信所，采用会员制，章乃器任董事长。章乃器为该所制订了“审慎以求‘真’，忠实公正以求‘善’，详尽明晰以求‘美’”的工作准则，并主持制定了调查程序，延揽到一批专门人才。中国征信所获得了金融界、企业界信任，业务日益发展，许多较大规模的工商企业也委托该所调查咨询。中国征信所先后挤垮了4家外国人开办的征信所，成为独占事业。
章乃器主张保护主义的经济政策，采用统制手段管理中国的货币和金融市场，实现币制统一，反对列强控制中国货币。章乃器很早便主张创造现代银钱市场和资本市场，发行公司股票和债券，推行票据承兑和贴现。在章乃器等人的倡导下，上海于1933年、1936年先后成立票据交换所、票据承兑所。
1930年代，章乃器不仅任浙江实业银行副总经理及沪江大学、光华大学等大学的教授，还投入抗日救国运动。

### 救国会七君子
1935年12月，章乃器与马相伯、沈钧儒等人发起“上海文化界救国会”。該年12月27日上海文化界救国会正式成立，发表《救国运动宣言》。章乃器被推选为该会的执行委员、常务委员，主管财务，兼作宣传工作。章乃器主持救国会机关报《救亡情报》，救国会大多数文件都由章乃器撰写，章乃器因此被救国会同事们誉为“宣言专家”。
1936年初，章乃器参与发起上海各界救国会，后又参与组织全国各界救国联合会，是该会领导人之一。1936年11月23日凌晨，中國政府在日本政府压力下，以“危害民国罪”逮捕救国会领导人沈钧儒、章乃器、沙千里、邹韬奋、王造时、李公朴、史良7人，是为“七君子事件”。事件激起國內舆论愤慨，中共也发表宣言抗议。1937年七七事变之后，“七君子”获释出狱。

### 抗日战争
抗日战争爆发后，1938年3月，章乃器应第五战区司令长官兼中華民國安徽省政府主席李宗仁邀请，出任安徽省财政厅厅长。当时因为抗日战争，工商业停业，中國政府税收锐减，安徽省财政极为困难。1937年11月，安徽省财政每月收入从120多万元缩减到80多万元；1938年2月，每月收入缩减到50万元。1938年5月，日军攻占合肥，安徽省财政收入大幅下降，每月收入仅约10万元，公务人员和军警欠薪两三个月。章乃器上任后，提出“铲除贪污，厉行节约，杜绝浪费”的方针，很快实现收支平衡并略有节余。为遏止日本帝國“以战养战”的图谋，章乃器开展敌货、私货检查工作，开辟税源和财源，以清欠薪欠饷，更有拨给邻区駐軍新四军3万元经费。此外，还发行安徽省公债和地方银行小额本票，搞活了货币流通，在安徽省建立了其他省还未有的战时金融经济体制。经章乃器努力，几个月后，安徽省财政每月收入增至30万元，收支渐平衡。1938年10月，廖磊任安徽省政府主席，一到任便问章乃器：“财政还能支持，是真的吗？”、“盐和米都已经开始屯储了吗？”1939年5月，安徽省财政收入每月达75万元，创造了抗日战争爆发以来的最高记录。20多年后，李宗仁在回忆中称章乃器“整顿税务，颇见成效”。章乃器在安徽的工作也获得史沫特莱赞赏。
章乃器在安徽理财成绩卓著，其少年时的同学及同鄉陈诚向蔣中正建议重用章乃器，以整顿大后方经济。但安徽省教育厅厅长方治等人则不断向蔣中正報告說章乃器在安徽搞“赤化”。1938年8月、9月之间，蔣中正在武汉召见章乃器，提出要章乃器留在中央工作，被章乃器谢绝。蔣又派陈诚、孔祥熙、陈立夫等挽留，均无果。章乃器回安徽后，方治等人编出章乃器希望在安徽搞武装的谣言，引蔣警覺。1939年6月，蔣中正要求章乃器到重庆述职，卻随后将他去职。
1939年，章乃器到重庆，任上海迁川工厂联合会执行委员和常务理事等职。在与工商界的交往中，章乃器产生了办企业的兴趣。在获重庆、上海银行集资认股95%后，1940年章乃器创办了上川实业公司，下设机器铸造、手摇发电机、酒精制造这3个厂，并在工厂旁的山坡开辟畜牧场。章乃器亲管生产，成绩很好，获工业界赞扬。1941年，章乃器为抗议苏联与日本签署和约、承认满洲国的行为，脱离「全国各界救国联合会」。
抗日战争后期，民族资本工业备受日本侵略资本和中国官僚资本摧残，面临崩溃，民族工业界人士章乃器、吴蕴初、胡厥文等共同讨论，章乃器提议工业界应设一个研究所，为民族工业开展调查研究，宣传呼吁。经章乃器倡议，创办了以吴蕴初为董事长，章乃器为所长的中国工业经济研究所。在章乃器主持下，该所常研究黄金问题、物价与工业问题等，并编写学术报告和文集。章乃器还主持编纂了《工商手册》，受到工商界欢迎。同时，章乃器在《大公报》等报刊上发表了许多经济评论和学术论文，阐述对战时财政金融和中国工业化的意见，成为《大公报》的经济专栏作家。 

### 民建与建国
1945年，章乃器与黄炎培、胡厥文等人发起创建民主建国会（简称“民建”。1952年更名为中国民主建国会），坚持民主和平，反对一党专政和内战。1946年1月政治协商会议在重庆开幕，因国民政府不承认民建的合法地位，民建无法派正式代表参加政治协商会议。章乃器作为中国民主同盟代表团顾问参加政治协商会议，并组织民建开展各种会外活动。1946年2月，他在重庆较场口惨案中被打伤。1947年被迫离开重庆前往香港，在香港创办港九地产公司，因在較贵的地段从事房地产，获利颇多。1948年，章乃器与中国国民党决裂。1948年底，章乃器接到中共电召，放弃在香港的事业，与李济深、马寅初等民主人士秘密北上，参加新政治协商会议的筹备工作。出发前，章乃器发表《新的转折点》称：“时序更新，人类历史亦翻到更光荣灿烂的新页。”
1949年2月25日，章乃器等人抵达北平。一个月后，章乃器等民主人士在机场迎接了毛泽东等中共领导人，章乃器在欢迎会上说：“我过去多年为资本家打算盘，今后要全心全意为人民打算盘。”1949年9月，章乃器出席了新政治协商会议筹备会第二次全体会议，并任《共同纲领》第三起草小组的召集人，负责起草《共同纲领》的经济部分。
1949年9月21日，中国人民政治协商会议第一届全体会议在北平开幕。章乃器与彭真、张东荪、陈铭枢、周恩来5人作为大会执行主席主持会议，章乃器作了题为《新民主主义的民族工业家的任务》的发言。他在发言中说：“在消灭了帝国主义、封建主义和官僚资本主义的压迫和束缚之后，中国经济建设的园地真是海阔天空，民族工商业发展的前途真是无可限量。为着避免资本的浪费、无谓的竞争和无政府的生产，更为着将来和平的过渡到社会主义，全盘的经济计划和国营经济的坚强领导是绝对必须的。”。

### 共和国财经
1949年2月25日，第二次国共内战期間，章乃器抵达北平。不久即应中国人民银行行长南汉宸邀请，与千家驹、沈志远一起就任中国人民银行顾问。
1949年4月15日，章乃器和黄炎培等民建领导人应毛泽东邀请，到毛泽东居住的香山双清别墅会面聚餐。毛泽东阐述了目前形势和中共的政策，希望他们为接管上海做工作。
1949年5月14日，陈云奉命筹组中央财经委员会，以便稳定中国经济形势，统一财经工作，章乃器由此开始与陈云共事。同月，上海战役结束后，上海市面混乱，南北无法正常通航，缺煤缺粮，城市面临瘫痪。陈云开会研究解决上海粮煤短缺等问题，章乃器在会上力排众议，主张用外商轮船运煤，获陈云采纳。为稳定金融、发展生产，章乃器分别向周恩来、陈云建议发行公债。后陈云经调研，正式向中共中央提出公债发行方案，获得批准後，于1950年初发行“人民胜利折实公债”，这是中华人民共和国成立以后首次发行公债。
1949年7月12日，中央财经委员会成立，陈云任主任，章乃器和许多经济学界民主人士获聘为委员。5天后，章乃器和千家驹应陈云邀请，一同赴上海，开始调查研究上海和中国的经济形势，并与上海工商界人士座谈。8月初，陈云主持召开有华东、华北、华中、东北、西北5个大区的财经负责人参加的上海财经会议，确定了解决上海经济问题及稳定全中国物价的措施。章乃器向老朋友们宣传新政权的经济政策，以稳定上海经济。1949年10月1日，中华人民共和国成立，章乃器出任中央人民政府政务院政务委员、编制审查委员会主任、中国人民政治协商会议全国委员会财经组组长等职。
中华人民共和国刚成立時，就面临严峻的经济形势，上海、天津等大城市的纱布、粮食投机活动带动全国物价大涨。陈云在中共中央的支持下，秘密调集大批物资准备反击。章乃器向陈云提出了许多建议并获采纳。在陈云的努力下，成功稳定了全国物价。後为配合统一财经工作，章乃器发表了《对于统一财经工作的认识》、《统一就是力量，统一就是办法！》、《经济的改造——消肿、去腐、生新》等十多篇文章，宣传中共的经济政策。1950年初，章乃器与李维汉、陈叔通作为筹备负责人，筹组成立了中华全国工商业联合会。

### 粮食部部长
1952年，根据中國政府政务院总理周恩来提名，章乃器被任命为新成立的中央人民政府粮食部部长。
1953年，个别地区出现数千至上万人在国家售粮点排队争购粮食的情况，粮食购销形势日趋恶化，国家粮食库存消耗日大，回流农村的粮食却日益增多。同年八九月份，北京、天津被迫实行面粉配售。
为扭转粮食产销的被动，章乃器呼吁抓紧生产，并协助中共制定了粮食统购统销政策。陈云早在1952年1月向中共提交的财经工作报告中，便建议搞试点试行粮食征购。中國政府粮食部自成立起，便在酝酿在农村实施粮食征购和在城市实施配售的方案。当陈云受中共中央委托调研粮食形势并征求章乃器的意见时，章乃器认为可通过调高收购价在市场中解决问题，无须强行征购。但陈云反复权衡，认为惟一的办法就是实施粮食「征购和配售」。1953年10月1日，陈云向毛泽东、周恩来作了汇报。次日，中共中央专门就粮食形势召开中共中央政治局扩大会议，批准了陈云提出的对粮食实施征购和配给的意见，决定于10月10日紧急召开全国粮食工作会议。这次会议各大区负责人都到北京参加。陈云在会上阐述了粮食的供应形势，以“两担炸药”作为比喻，认为自由购买和征购都有危险，并对比分析了8种可能的解决方案，並说明实行粮食「征购和配售」是惟一可行的选择，该方案在会上获得通过。
当时，毛感到「征购和配售」的说法不好听，因为日本侵华时期曾用过类似的名词，毛泽东希望改成别的说法。章乃器提出，将“配售”改为“计划供应”，将“征购”改为“计划收购”，简称“统购统销”，获得大家一致赞同。
章乃器亲自主持起草了“统购统销”政策的一系列法规制度。他系统研究了苏联、日本及中國歷史历代中的粮政体制，以此创立了中共政權特有的粮食凭票定量供应制度。粮票制由此成为每个中國城市家庭获取口粮的惟一办法，直到廢除糧票。 
　　 
在推行粮食统购统销政策的过程中，1954年多收购23亿斤，导致国家与农民关系紧张，引发批评，出现了“统购统销搞糟了”的言论。对此，陈云1955年1月到家乡江苏省青浦县小蒸乡调查，提出了定产、定购、定销的“三定”政策，获得中共中央、毛泽东的赞同。1955年9月，章乃器回家乡浙江省青田县调研，並召开座谈会以了解农村粮食产、购、销及群众生活情况，據参加座谈的东源村七八位村民反映，地方干部为向上级領導显示政绩而虚报粮食产量，导致當地居民连番薯干汤也喝不上。次日，章乃器视察了米仓上青田县看守所，看到伙食情况后，他講“里面的生活也太苦了”。随后章乃器来到太鹤山麓的青田中学校园看望在校学生，得知初中生每人每月仅有24斤口粮。当时有人问章乃器对家乡印象如何，章乃器说：“我在中央耳闻（下面汇报）、目睹（报纸报道），浙南地区粮食自给有余，还有外调，颇感高兴。可是回来一看，群众粗粮不够，细粮更缺，个个面黄肌瘦。这次我回中央一定如实汇报。”接着他说：“我当粮食部长‘只顾自己肚饱，不管别人镬（锅）漏’哪能行啊！”事后章乃器将见闻向浙江省领导及中央领导反映，并调拨一批粮食救急，使群众摆脱困境。後不久，浙江全省初中生口粮标准提高至每月31至33斤。
1955年7月，在中國全国人大一届二次会议上，陈云作了《坚持和改进粮食的统购统销》的发言，解答了对粮食统购统销政策的各种疑虑，指出粮食统购统销政策必须坚持。章乃器在会上也作发言，汇报了一年来的粮食工作，肯定了粮食统购统销政策的社会效益，同时提出要注重经济效益、增产节约，在两三年内做到由少赔到不赔。经过进一步改进工作，第二年粮食部门便扭亏为盈，开始每年向国家上缴利润。
1953年制定食用粮加工标准时，有人认为人民生活水平提高了，应多生产精米、精面。章乃器根据科学研究，主张控制加工精度，保留有效营养成分。陈云赞成章乃器的意见。按“以质定率”的原则（即根据稻谷、小麦的质量优劣确定出米率、出面率），在兼顾营养、适口、节约的思想指导下，粮食部制定的“标准米”、“标准粉”方案开始推行。
在粮食储存上，章乃器推广“四无”（无虫、无霉、无鼠、无雀）粮仓的仓储管理经验。章乃器指出粮食运输要有计划性，做到分区产销平衡，并要逐步把包装运输改成散装运输。。
1953年7月到1954年6月，中國粮食收购数字比上年度增加77.78%。1954年6月的库存比上年度同期增长51%。通过推行粮食统购统销政策中，私人粮食工商业获得改造，大陸各地建起粮食市场，間接推动了农业合作化农民的生产积极性。
在章乃器领导的粮食部努力下，粮企实现扭亏为盈。粮食部多次受毛泽东、周恩来表扬。毛泽东称赞粮食部的工作“后来居上”。周恩来请章乃器向各部领导人介绍粮食部的工作经验。
章乃器在任粮食部部长之初便曾说：“非党人士担任财政方面的工作是例外的，因此感到责任重大。”1957年整风期间，非党人士普遍反映“有职无权”。1957年5月8日，章乃器在民主人士座谈会上谈到自己与中共粮食部党组合作的体会：“要解决有职无权问题，必须克服宗派主义思想。现在有一部分党员，党内一个是非，党外一个是非，把‘党党相护’当作党性。有人批评了党，明明意见是对的，党员也不承认。有人提的意见尽管是符合党的政策的，但是只要党员负责同志一摇头，非党员要坚持意见也是很困难的。”讲到这里，章乃器又说：“不过，我是有职有权的。在粮食部里，党组和我的关系是正常的，党组管政治思想领导，我管行政领导，党组和我有了分歧意见，要能说服我，我才同意。但是我这个有职有权，是斗争得来的。现在，可以说，经过斗争达到了团结的目的。”

### 大右派
在中共中央开展整风后，1957年4月15日，章乃器在中国民主建国会中央常委会宣教工作座谈会上谈到：“思想改造工作要做得自然一些，不能粗暴，不要神秘，不要仅仅喊没有内容的、抽象的口号，不要神化任何个人。大家都是人，没有哪个人是神，包括毛主席在内。毛主席就一贯反对把他神化起来。” 这段话后来被扣上“反对毛主席”的帽子。1957年5月14日，章乃器在《人民日报》发表《从“墙”和“沟”的思想基础说起》一文，批评了“以党代政”。后来此文被说成“反党”。1957年5月31日，章乃器在中国民主建国会全国工商改造辅导工作座谈会上发言，主题仍是关于中国资产阶级的性质，该发言后被摘要刊登在1957年6月2日《人民日报》。
1957年5月29日《新闻日报》发表署名“小雅”的《关于“特殊材料制成的”——和章乃器先生商榷》。1957年6月8日，中共中央发出《关于组织力量准备反击右派分子进攻的指示》，《人民日报》发表社论《这是为什么？》，“反右派斗争”开始。随后，章乃器受到批判。起初对章乃器的批判，还只限于他在整风“大鸣大放”中的言论，逐步上纲上线到“反党反社会主义”，例如否认资产阶级剥削，反对社会主义改造等等。后来，批判又扩大到他在“大鸣大放”前的言论，例如“红色资产阶级政党”等等。章乃器成了“极右派”、“右派头子”。1957年7月9日，上海《文汇报》发表了杨达的《空头实业家章乃器发迹丑史》，副标题是“投靠李宗仁，勾结陈光甫，搭空架子开实业公司，战争喂饱了这个政治棍子，赤手空拳顿成富翁。” 章乃器遂被戴上“反共老手”的帽子。“反右派斗争”中，大小报纸铺天盖地批判“章罗联盟”，批判“大右派”章乃器。1957年7月17日《人民日报》发表章乃器前妻胡子婴写的揭发文章《我所了解的章乃器》。在政治压力下，章乃器的妻子杨美真带着孩子离开章乃器居住的灯草胡同三十号四合院，与章乃器分居。章乃器成为“右派分子”后，1958年1月又一次被迫写检查，这篇检查《根据事实，全面检查》长达三万多字，在检查中重申：“我对党披肝沥胆，希望党对我推心置腹。”
1958年1月31日，章乃器被撤销中华人民共和国粮食部部长职务。他在中国民主建国会、全国工商联、全国人大的职务也先后被撤销，仅保留全国政协委员头衔。章乃器的工资由行政四级（每月450元，外加全国人大、全国政协各50元车马费）降为行政十级（每月212元，外加全国政协50元车马费）。章乃器仍住灯草胡同三十号四合院，保留公务员、警卫员及其他待遇，但撤掉专车。
章乃器始终不承认自己是所谓“右派分子”。1960年，他在中共全国政协全体会议的书面发言中质疑“大跃进”，当即遭受批判。1962年1月至2月，“七千人大会”召开。1962年1月至2月，他到山东省、上海市、浙江省考察，回到北京后，在全国人大代表、全国政协委员的座谈会上连续四次发言，就经济建设、政治运动、民主法治等问题发表意见，认为潘汉年、胡风未经审判便被逮捕关押是违反宪法，反右派也是违反宪法，批评“大跃进”是不按经济规律办事，导致经济发展失调、国家经济严重困难、人民生活空前困苦，批评《人民日报》经常发表违反常识的文章。1962年3月，章乃器在中国人民政治协商会议第三届全国委员会第三次会议上提出两份提案，其中一份提案是《请大会作出决议，重申宪法不可侵犯的尊严，以整肃国家法制，提高社会公德，并加强企业、机关的管理》，另一份提案是对自己被打成“右派”的抗争。这被认为是想“翻案”。当时，“大右派”章伯钧、罗隆基与章乃器都仍是全国政协委员。章伯钧赞扬章乃器“有一股正气，很有骨气”。罗隆基通过刘王立明向杨美真打招呼，表态支持章乃器，并让杨美真告诉章乃器“要小心点”。1963年1月19日，中国民主建国会中央通过《关于开除章乃器会籍的决定》。1963年2月14日，中国民主建国会中央致函全国政协，表示撤销章乃器作为本会代表的资格，并建议撤销章乃器的全国政协委员资格。1963年3月7日，中国人民政治协商会议第三届全国委员会常务委员会第三十九次会议通过决议，撤销“右派分子”章乃器的全国政协委员职务。随后，章乃器身边的工作人员被全部撤走，章乃器不再由全国政协发工资，而改由国务院机关事务管理局每月发给150元生活费，章乃器需要自付房租、水电、电话、保姆等费用。章乃器与小儿子章立凡一起住在灯草胡同三十号四合院。
章乃器极为孤寂，常去北京饭店参加舞会。后来在跳舞时结识了中学音乐教员王者香，并于1964年结婚（王者香为此被开除公职）。王者香结婚之前便已患有乳腺癌，她瞒着章乃器结婚，婚后章乃器才得知其病情，很不满。
“文革”爆发后，1966年8月24日，章乃器被国务院机关事务管理局的“革命群众”押到东安市场旁边的吉祥戏院，遭到红卫兵毒打成重伤。章立凡回忆说：“此时有一位管片民警来到会场，向红卫兵要人，说是此人若被打死，不好向中央交代，遂将受伤的父亲送到了附近的协和医院。”章乃器由此幸存下来。但红卫兵占领了灯草胡同三十号四合院，章乃器遭驱逐，国务院机关事务管理局将他安排到北京呼家楼十九号的一座普通居民楼内。当时章乃器和重病中的王者香同住。1967年春，王者香因癌症病逝。王者香去世后，杨美真曾去看望章乃器，当时章乃器独自住在呼家楼的小屋里。 
曾有几个夹着公文包的大汉来到呼家楼的小屋，对章乃器说：“你在安徽曾与张劲夫有过来往，张劲夫是叛徒，你写一份证明材料！”章乃器拒绝写材料，并把他们给的写材料的纸撕成碎片。1975年初，邓小平全面主持中央日常工作，章乃器致信中共中央反映自己的情况。1975年4月，毛泽东、周恩来指示摘去章乃器的“右派分子”帽子。当时周恩来有三条指示："一， 可摘掉右派帽子。二，愿在国内或到国外可自由选择。三，在国内生活予以安排。如坚持原观点也可以，可作为反面教员。”同年4月25日，陈云、张劲夫出面约章乃器谈话，代表中共中央向他宣布了“摘帽”决定当时准备安排他当全国政协委员和中华人民共和国财政部顾问。但反击右倾翻案风开始，这一安排没有实行。1977年4月，章乃器病重住进医院。陈云得知后，指示有关部门嘱咐医院抢救，并定期向他报告章乃器病情。
1977年5月13日，章乃器在北京病逝，享年80岁。

## 身后
1980年6月，在邓小平、陈云的亲自过问下，章乃器的“右派”问题获得改正。1982年5月，章乃器的骨灰被安放在北京八宝山革命公墓第一室。
1997年4月25日，在北京人民大会堂浙江厅举行的纪念章乃器先生诞辰一百周年座谈会上，全国政协副主席、中共中央统战部部长王兆国说：“在中国革命的历史舞台上，章乃器先生是一位英勇的爱国民主战士、著名的政治活动家。”王兆国代表中共中央统战部，对章乃器的爱国民主精神和与中国共产党亲密合作的历史，对章乃器在新民主主义革命与社会主义建设事业中的贡献，表示深切怀念和敬佩。

## 著作
- 《章乃器文集》

## 家庭
- 祖父：章楷
- 父：章叔明
- 长兄：章培，曾任陆军大学装甲系中将主任。中华人民共和国成立后，被指派参与培训中国人民解放军装甲兵，并任南京军事学院装甲会副主任。1954年转业到济南任山东省政协常委。
- 三弟：章秋阳（章郁庵），中国共产党党员。
- 第一任妻子：王镜娥（1897年—1963年）浙江青田人，与章乃器自幼在同一学校学习。1920年与章乃器结婚，1963年因癌症病逝。育有两子三女（二子早夭）[7]。
  - 长女：章湘华，后去台湾[7]。
  - 子：章翼军，包头师范学院副院长[7]
  - 次女：章畹（章婉华）（1930年生），学俄语，后在一图书馆任馆长[7]。
- 第二任妻子：胡子婴（1907年—1982年）浙江上虞人，中华人民共和国商业部副部长。1928年与章乃器结婚，但这时章乃器与王镜娥的婚姻并未解除。1941年章乃器退出救国会，半年后与胡子婴离婚。育有一女（章湘谷）[7]。
  - 女：章湘谷，医生，比章畹大[7]。
- 未婚妻子：蒋燕，原新四军干部。育有一女（董淑萍）[7]。 
  - 女：董淑萍
- 第三任妻子：杨美真（1904年—1991年）湖北孝感人，留美硕士，曾任民建中央委员。1938年秋与章乃器结婚。无子女[7]。
- 未婚妻子：孫采蘋（1911年—2016年）上海人，日本早稻田大学毕业。1950年育有一子（章立凡）[7]。
  - 子：章立凡（1950年生），曾用名孙立凡，历史学家。
- 第四任妻子：王者香（？—1967年）中学音乐教员，无子女，1967年因乳腺癌病逝[7]。

## 軼事
章乃器曾於1936年魯迅葬禮上致詞。